# NGC 1376
NGC 1376是位于天赤道以南波江座的一个螺旋星系。在哈伯序列中屬於Sc。据估计，它距离银河系有1.84亿光年，其直径约为11.5万光年。该天体于1785年1月28日由天文学家威廉·赫歇尔发现。